# Brieva
Brieva – gmina w Hiszpanii, w prowincji Segowia, w Kastylii i León, o powierzchni 13,7 km². W 2011 roku gmina liczyła 81 mieszkańców.